# Жовтень 2016
Жовтень 2016 — десятий місяць 2016 року, що розпочався в суботу 1 жовтня та закінчиться в понеділок 31 жовтня.

## Події
- 1 жовтня
  - В Україні замість паперових паспортів почалася видача виключно пластикових[1].
- 2 жовтня
  - Референдум в Угорщині щодо квот на мігрантів.
  - Під час розгону антиурядових протестів оромо в Ефіопії під час тисняви загинуло понад 50 людей[2].
  - Аргентина стала чемпіоном світу з футзалу, перемігши у фіналі збірну Росії[3].
- 3 жовтня
  - Нобелівську премію з фізіології або медицини 2016 року отримав японець Осумі Йосінорі за вивчення «самопоїдання» клітин[4].
  - Президентом Естонії вперше обрано жінку — Керсті Кальюлайд[5].
  - Росія призупинила дію міжурядової угоди з США про утилізацію плутонію, який використовується у виробництві ядерної зброї[6].
- 4 жовтня
  - Нобелівську премію з фізики присуджено британцям Девіду Таулесс, Данкану Галдейн, Джону Костерліц за теоретичне відкриття топологічних фазових переходів та топологічних фаз речовини[7].
- 5 жовтня
  - Нобелівську премію з хімії присуджено французу Жану-П'єру Соваж, британцю Фрейзеру Стоддарт та голландцю Бернарду Ферінга за створення і синтез молекулярних машин[8].
- 6 жовтня
  - Повідомлено, що в унаслідок руйнівного урагану Метью на Гаїті загинули 339 людей. Президент США Барак Обама оголосив надзвичайний стан у штатах Флорида, Південна Кароліна та Джорджія.[9].
- 7 жовтня
  - Нобелівську премію миру отримав президент Колумбії Хуан Мануель Сантос «за його рішучі зусилля з виведення країни зі стану більш ніж 50-річної громадянської війни»[10].
  - Кількість жертв від урагану Метью на Гаїті зросла до понад 800 людей[11].
- 8 жовтня
  - Парламентські вибори в Грузії.
  - У ході інтервенції Саудівської Аравії та її союзників у Ємен внаслідок повітряного удару сил коаліції на чолі з Саудівською Аравією в столиці країни Сані загинули понад 100 і поранені понад півтисячі людей[12].
  - Від урагану Метью на півдні США загинуло 17 людей, близько трьох мільйонів жителів південно-східних штатів США евакуйовано. Сила урагану зменшилася до 1 категорії.[13]
- 9 жовтня
  - Парламентські вибори в Литві[en].
- 10 жовтня
  - Нобелівську премію з еконоімки присуджено Оліверу Гарту та Бенгту Голмстрому — за «внесок у розвиток теорії контрактів»[14].
  - Samsung Electronics оголосила про тимчасове зупинення виробництва Galaxy Note 7 через появу повідомлень про загорання їх акумуляторів[15].
- 13 жовтня
  - Нобелівську премію з літератури отримав американський співак, письменник і актор Боб Ділан «за створення нових поетичних виразів у великій американській пісенній традиції»[16].
  - Помер король Таїланду Пуміпон Адуньядет[17].
  - Генеральна асамблея Організації Об'єднаних Націй затвердила кандидатуру колишнього прем'єр-міністра Португалії Антоніу Гутерреша дев'ятим генеральним секретарем організації на період з 1 січня 2017 року до 31 грудня 2021 року[18].
- 14 жовтня
  - Всесвітня акція протесту українців та представників української діаспори «Стоп, Путін! Стоп війна!» проти путінської політики та воєнної агресії щодо України відбуласі у понад 60 країнах[19].
- 15 жовтня
  - Помер український астроном і письменник Клим Чурюмов [20].
- 16 жовтня
  - В Індії розпочав роботу восьмий саміт БРІКС[21].
  - Парламентські вибори в Чорногорії[22].
  - У Донецьку вбито російського терориста «Моторолу»[23].
  - Почався широкомасштабний наступ армії Іраку та сил міжнародної коаліції на зайняте бойовиками «Ісламської Держави» місто Мосул.
- 17 жовтня
  - Запуск китайського пілотованого космічного корабля «Шеньчжоу-11» з двома космонавтами на борту до космічної станції Тяньгун-2[24].
  - Запуск вантажного космічного корабля Cygnus CRS OA-5 з першим ступенем українського виробництва[25].
  - У результаті вибуху трубопроводу на хімічному заводі концерну BASF у Німеччині дві людини загинуло, 25 травмовано[26].
- 18 жовтня
  - Апеляційний суд Київської області реабілітував десятьох холодноярців [27].
  - Здійснено стикування корабля «Шеньчжоу-11» з космічною станцію «Тяньгун-2» та наступного дня два космонавти успішно перейшли на борт останнього[28].
- 19 жовтня
  - Спускний модуль Schiaparelli космічної програми ExoMars розбився при посадцы на Марс[29]
  - З космодрому «Байконур» запущено космічний корабель «Союз МС-02» із трома космонавтами на борту[30].
  - Переговори у «Нормандському форматі» у Берліні[31].
  - Укравтодор очолив екс-міністр Польщі — Славомир Новак[32].
- 20 жовтня
  - Доведено, що аллотетраплоїдний геном гладенької шпоркової жаби виник 18 млн років тому, коли злилися два предкових види, що розійшлися 16 млн років раніше [33] [34]
  - Верховна Рада України ухвалила декларацію про відповідальність СРСР за початок Другої світової війни[35].
- 21 жовтня
  - Численні ЗМІ, соціальні мережі та інші сайти Північної Америки і Європи зазнали DoS-атаки під час великомасштабної кібератаки[36][37].
  - У результаті аварії потягу[en] в Камеруні загинуло понад 70 людей, ще понад 600 зазнали поранень[38].
- 22 жовтня
  - Розпочав роботу 46-й Київський міжнародний кінофестиваль «Молодість».
- 24 жовтня
  - Пішов з життя Богдан Гаврилишин — громадський діяч, член Римського клубу, «хрещений батько» Всесвітнього економічного форуму в Давосі, радник Президентів України, меценат, засновник Фонду Богдана Гаврилишина, спонсор програми «Молодь врятує Україну» створення української еліти наступних десятиліть[39].
  - У результаті атаки терористів[en] на поліцейський коледж у Пакистані 60 людей загинуло, не менше 165 зазнали поранень[40].
- 26 жовтня
  - Два підземних поштовхи в Італії — магнітудою 5,5 та 6,1 бали, Жертв немає чимало будинків зазнало руйнувань[41].
  - Початок протестів у Південній Кореї проти Президента Пак Кин Хє[42].
- 27 жовтня
  - За допомогою мініатюрних акселерометра та логера знайдено, що серпокрильці здатні літати 10 місяців без посадки на землю [43] [44]
  - Премію імені Сахарова за свободу думки надали двом єзидським активісткам із захисту прав людини — Наді Мурад та Ламії Башар[45].
- 28 жовтня
  - Сербія депортувала громадян Росії за підготовку терактів у Чорногорії. Прем'єр-міністр Сербії Александар Вучич оприлюднив деталі плану захоплення держустанов Чорногорії після парламентських виборів [46].
- 29 жовтня
  - ФБР поновило розслідування[en], пов'язане з використанням Гілларі Клінтон особистого поштового сервера для робочого листування на посаді Держсекретаря США[47].
  - Укрзалізниця повідомила про завершення спорудження Бескидського тунелю у Карпатах[48].
- 30 жовтня
  - Перші з 1996 року вибори Президента Молдови, під час яких президента обирають всенародним голосуванням[49].
  - Землетрус в Італії магнітудою 7,1 бали[50].
  - Космічний корабель «Союз МС-01» з трьома космонавтами-учасниками 48 і 49-ї експедицій на Міжнародній космічній станції повернувся на Землю[51].
- 31 жовтня
  - В Україні завершено перший етап подання посадовцями електронних декларацій[52].